# Feuerversicherungsgesellschaft Deutscher Phönix

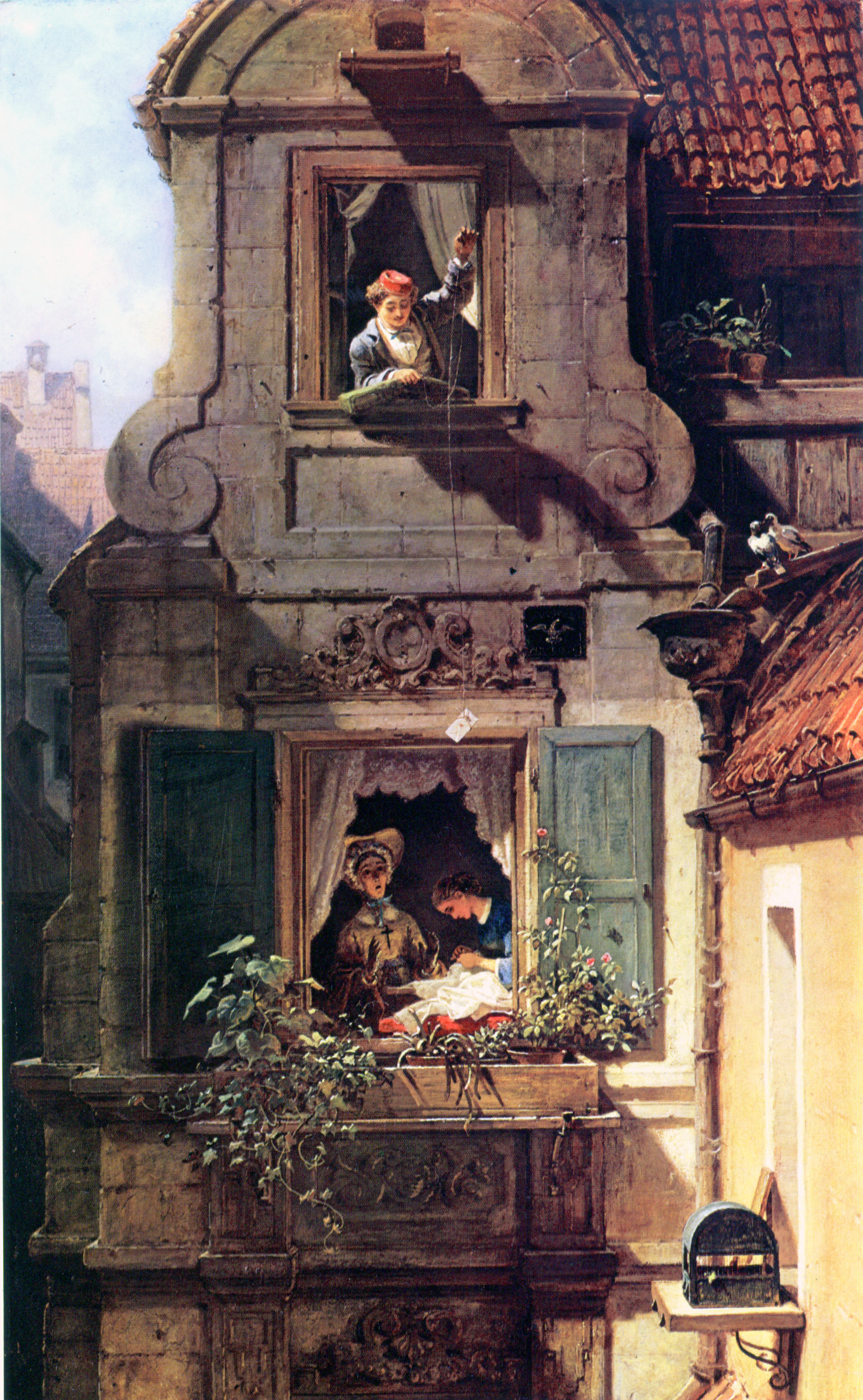
Das Bild „Der abgefangene Liebesbrief“ von Carl Spitzweg (um 1860) zeigt an der Wand rechts neben der Leine mit dem Liebesbrief ein schwarzes Schild des Deutschen Phönix. Es zeigt in der Mitte das Bild eines Phönix und darüber und darunter den Schriftzug „Deutscher Phönix“

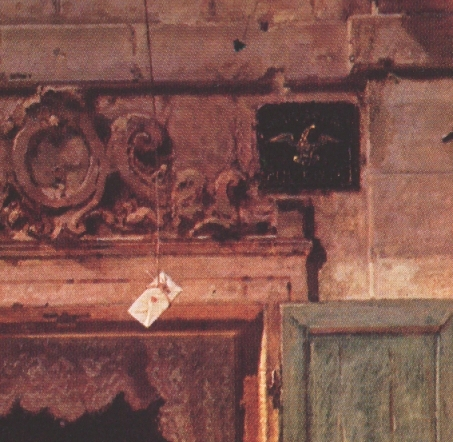
Ausschnitt des Bildes

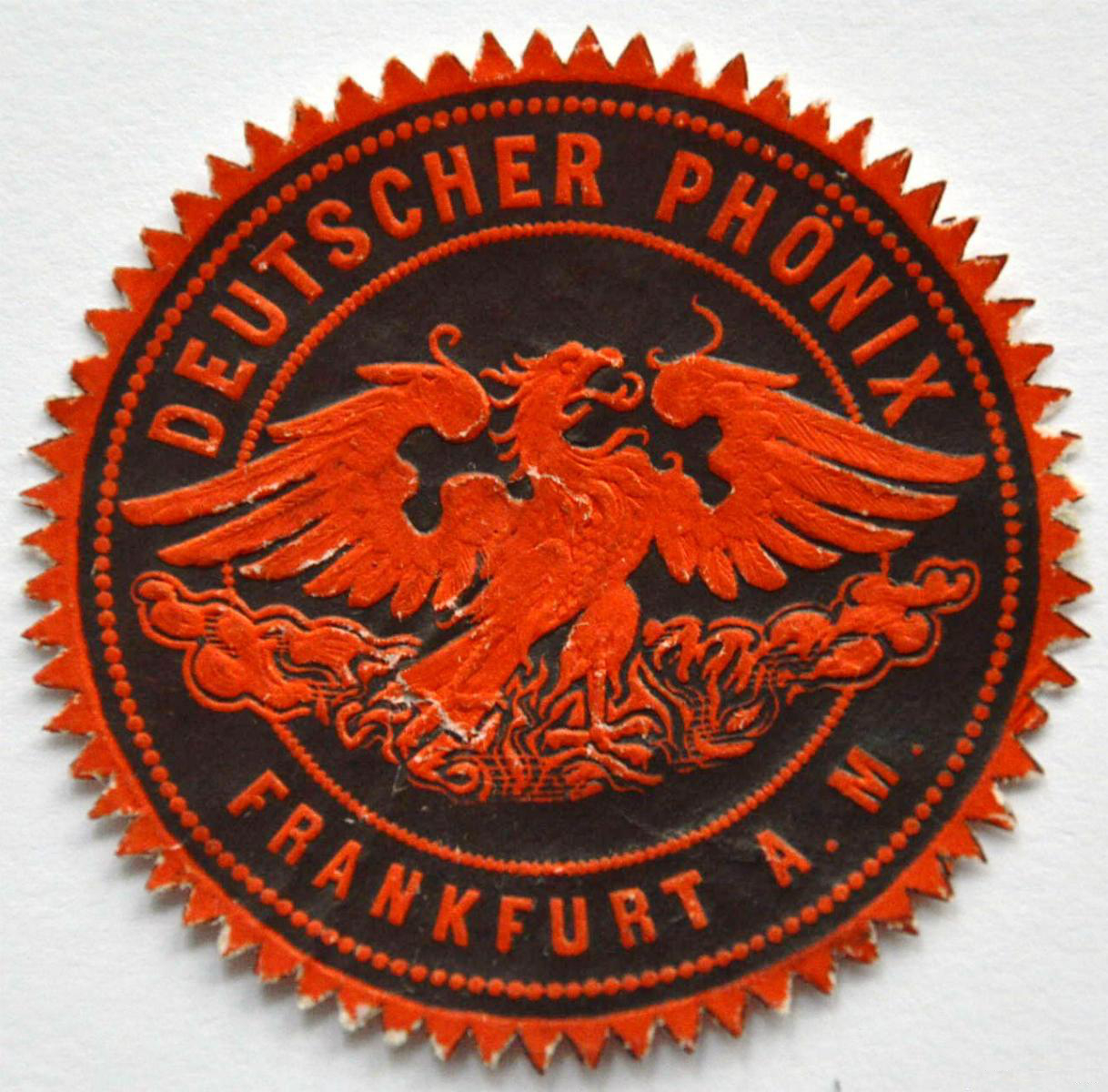
Siegelmarke von Deutscher Phönix

Die Feuerversicherungsgesellschaft Deutscher Phönix war eine deutsche Versicherungsgesellschaft mit Sitz in Frankfurt am Main.

## Geschichte
1834 wurde die Feuerversicherung „Badischer Phönix“ in Karlsruhe gegründet. Im Jahr 1842 entstand in Frankfurt die „Frankfurter Versicherungsgesellschaft“. Die von Julius Löwengard gegründete Frankfurter Versicherungsgesellschaft mit Sitz auf dem Roßmarkt in Frankfurt verfügte über ein Kapital von vier Millionen Gulden.
Der Badischer Phönix (offiziell „Großherzoglich-Badische Gesellschaft des Phönix“) wurde 1834 durch F.R. Sohler in Gengenbach gegründet worden. Die Bestätigung durch die Badische Regierung datiert vom 26. Oktober 1834. Sitz des Verwaltungsrates war Karlsruhe. Nachdem das Geschäft sich anfangs gut entwickelte, erlitt die Gesellschaft Mitte der 1840er Jahre starke Verluste (siehe Hamburger Brand) und war dadurch zur Fusion mit der Frankfurter Versicherung gezwungen.
Beide Gesellschaften fusionierten am 20. Mai 1845 zur „Deutsche Phönix Versicherungs-AG“. Am 19. Juli 1845 erhielt die neue Gesellschaft eine Konzession für das Großherzogtum Baden. In den Folgejahren expandierte die Gesellschaft in andere deutsche Teilstaaten. 1848 erhielt sie die Zulassung im Königreich Hannover und im Königreich Sachsen, 1851 im Großherzogtum Hessen, 1852 im Königreich Württemberg, am 18. Januar 1855 im Königreich Preußen, 1857 im Herzogtum Braunschweig und 1862 im Königreich Bayern. Auch außerhalb des Deutschen Bundes war die Versicherung tätig. So betrieb sie Versicherungsgeschäft in der Schweiz, welches 1862 an die Helvetia Versicherung in St. Gallen abgegeben wurde und ab 1917 in den Niederlanden.
Mit einer Versicherungssumme von 580.875.174 Talern war der Deutsche Phönix 1870 die viertgrößte deutsche Versicherung (Größer waren die Magdeburger, die Aachener und Münchener und die Colonia).
Die Inflation brachte das Unternehmen 1923 in existenzielle Schwierigkeiten. Im März 1923 wurde sie von der Allianz übernommen und 1926 auch formell auf diese Gesellschaft verschmolzen. Die Deutsche Phönix war zwar die größte, aber bei weitem nicht die einzige Versicherungsgesellschaft, die in diesem Jahr aufgrund der Hyperinflation in der Allianz aufgingen. So erwarb die Allianz 1923 auch die Providentia Frankfurter-Versicherungsgesellschaft, die Wilhelma in Magdeburg Allgemeine Versicherungs-AG, die Freia Bremen-Hannoversche Lebensversicherung-Bank AG, die „Union“ Allgemeine Deutsche Hagel-Versicherungsgesellschaft Weimar und die Bayerische Versicherungsbank AG.

## Persönlichkeiten
- Karl Ludwig Draud, Spezialdirektor 1859 bis 1876
- Carl Wirth, Spezialdirektor 1870 bis 1876
- Johann Georg Heyder
- Philipp Christian Wilhelm Donner